# 绳州
绳州，中国古代的州。
南朝梁普通三年（522年）置，治所在广阳县（今四川省茂县西北）。辖境相当今四川省茂县。北周保定四年（564年）改汶州。 